# Jak oni śpiewają (singel Agnieszki Włodarczyk)
Jak oni śpiewają – maxi singel Agnieszki Włodarczyk wydany 6 czerwca 2007. Płyta była nagrodą za zwycięstwo w pierwszej edycji programu Jak oni śpiewają i zawiera dwa utwory, które Włodarczyk wykonała w programie: „Tyle słońca w całym mieście” (śpiewany w pierwszym odcinku) i „Co mi Panie dasz” (śpiewany w piątym odcinku). Wydawnictwo uzyskało status platynowej płyty.

## Lista utworów
| Nr | Tytuł utworu                                      | Długość |
| -- | ------------------------------------------------- | ------- |
| 1. | „Tyle słońca w całym mieście” (oryg. Anna Jantar) | 2:54    |
| 2. | „Co mi Panie dasz” (oryg. Bajm)                   | 3:40    |
|    |                                                   | 6:34    |

## Podobne strony
- Jak oni śpiewają (singel Joanny Liszowskiej)
- Jak oni śpiewają (singel Krzysztofa Respondka)
- Jak oni śpiewają (singel Artura Chamskiego)